# دریاچه نیکاراگوئه
دریاچهٔ نیکاراگوئه یا کوکیبولکا یا گرانادا بزرگترین دریاچهٔ آب شیرین در آمریکای مرکزی، نوزدهمین دریاچه بزرگ جهان و نهمین دریاچه بزرگ قاره آمریکا است که با مساحت ۸٬۲۶۴ کیلومتر مربع (۳٬۱۹۱ مایل مربع) در جنوب غربی نیکاراگوئه قرار دارد. این دریاچه که زمانی بخشی از دریای کنونی کارائیب بوده و بر اثر بالاآمدن خشکی‌های اطرافش در دوران پیش از تاریخ شکل گرفته‌است، بین تا ۱۶۴ کیلومتر طول و تا ۷۲ کیلومتر عرض دارد. دریاچهٔ نیکاراکوآ همچنین تنها دریاچهٔ آب شیرین در جهان است که آبزیان آب شوری همچون ماهی تن، کوسه و شمشیرماهی که به تغییرات محیطی دریاچه خو گرفته‌اند در آن می‌زیند.
دریاچهٔ نیکاراگوئه از طریق رود تیپیتاپا به دریاچه ماناگوآ می‌پیوندد و از طریق رود سن خوان به دریای کارائیب متصل می‌شود. چندین جزیره در این دریاچه وجود دارد که بزرگترین آنها اومتپه، بهترین مکان در سرتاسر نیکاراگوئه برای یافته‌های باستانشناسی پیشاکلمبی است.
دریاچهٔ نیکاراگوئه همچنین یکی از مسیرهای ترابری است و گرانادا، مهمترین بندر آن به‌شمار می‌رود. حداکثر عمق دریاچه ۲۶ متر است.

## نگارخانه

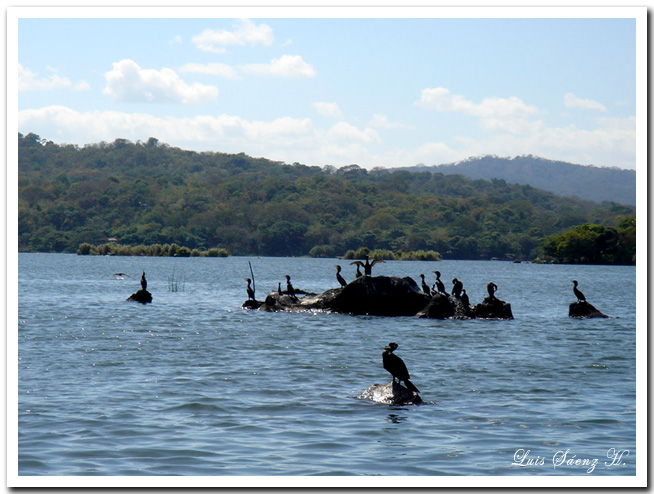
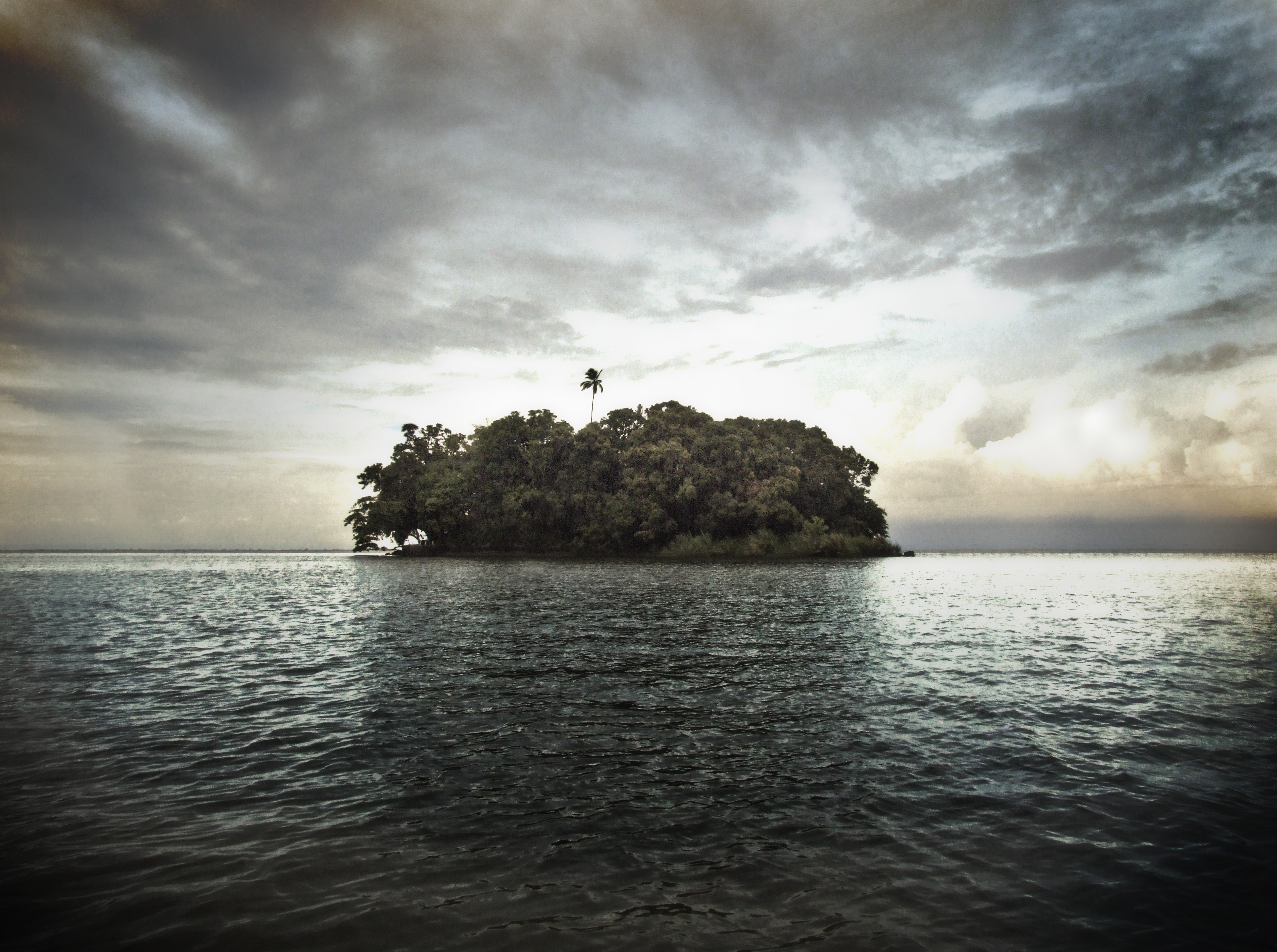
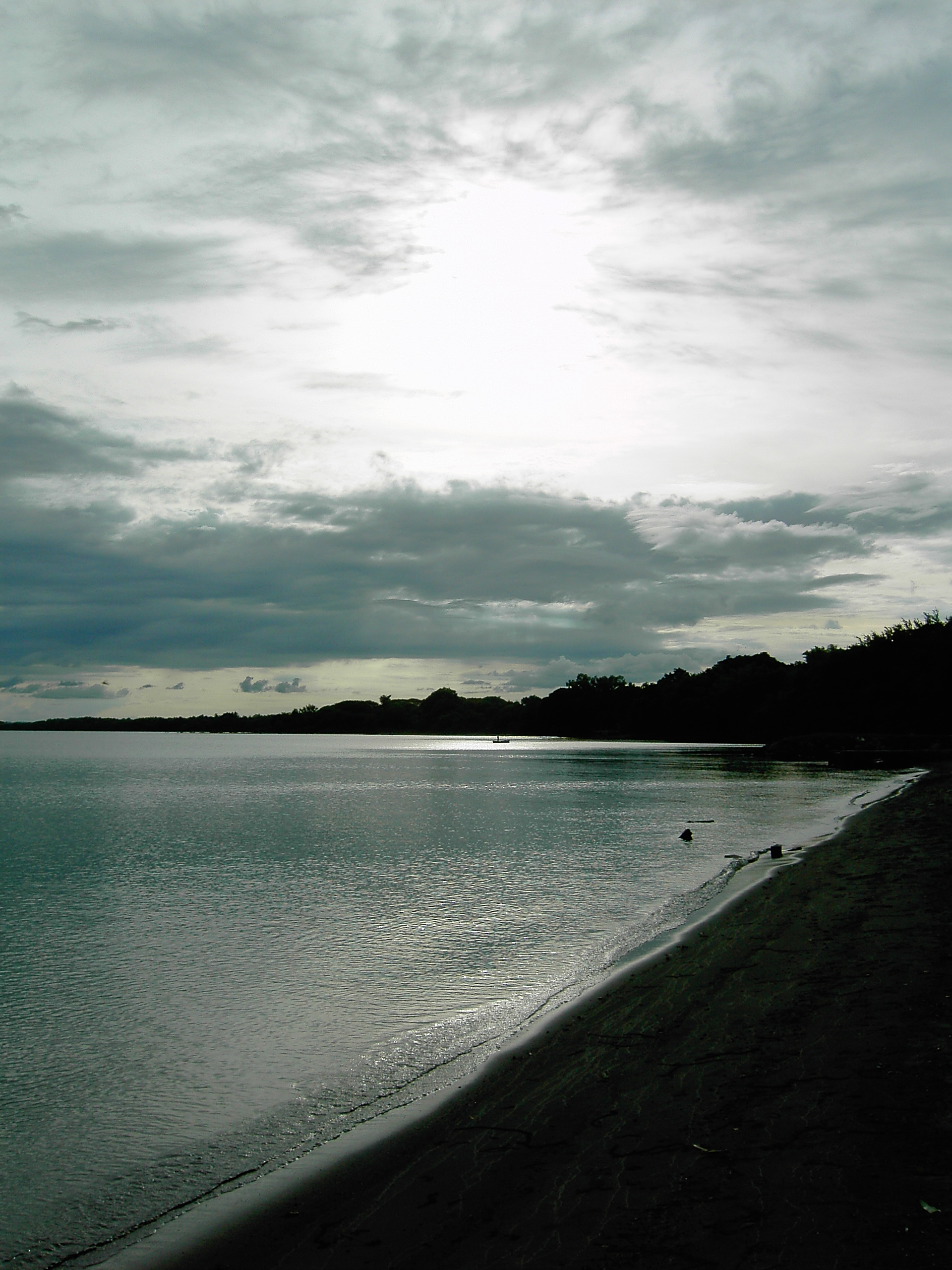
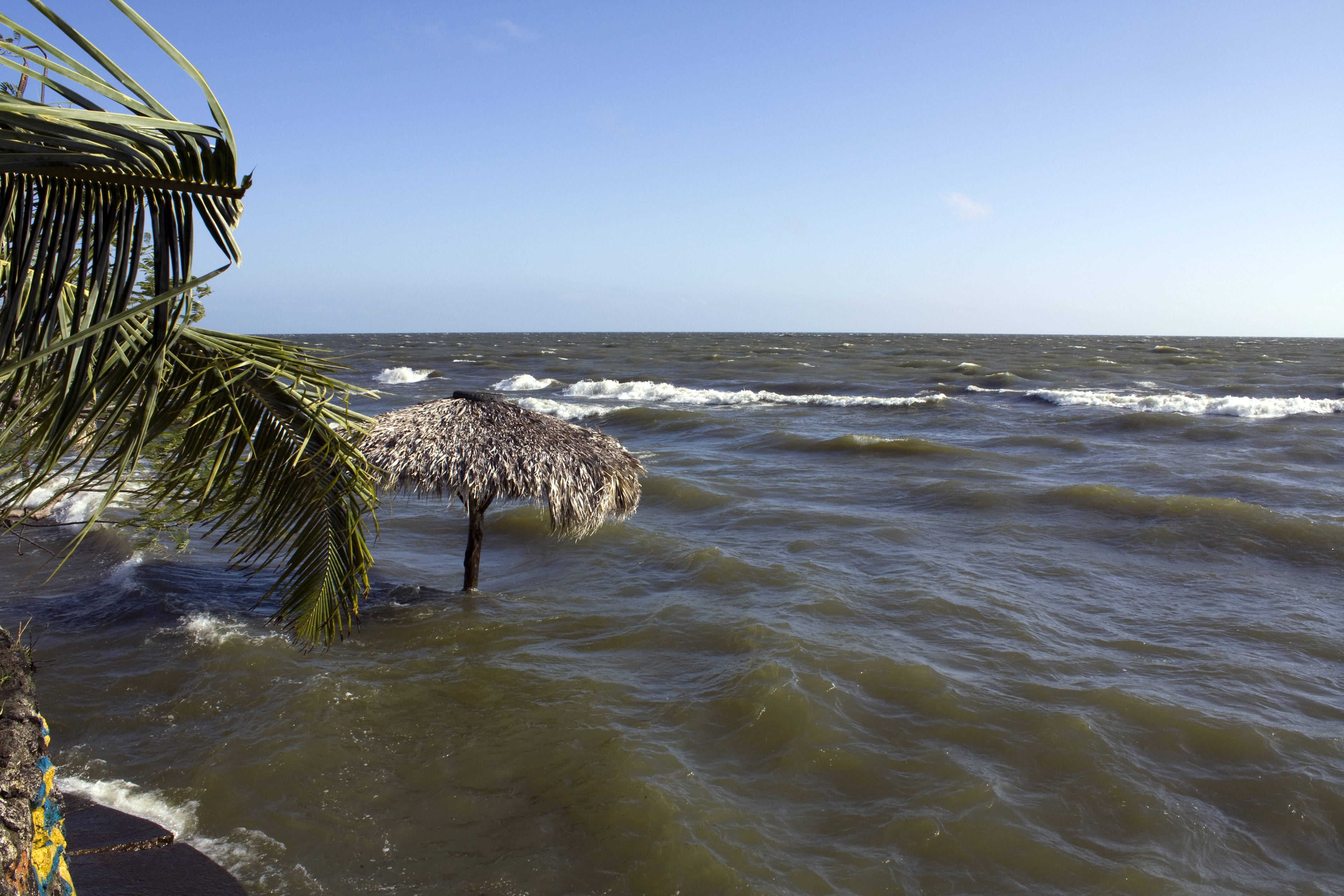